# サクヤ
サクヤ（2007年〈平成19年〉11月18日 -  ）は日本人の歌手。男性アイドルグループ・NCTのメンバー。本名は藤永 咲哉（ふじなが さくや）。SMエンタテインメント所属。石川県生まれ。2024年2月、NCT WISHでデビュー。NCTの最年少メンバーである。

## 来歴
2007年11月18日午前11時、石川県で生まれる。
8歳の時に埼玉県に引っ越した。

### SMエンタ入社
両親がK-POPが好きであったことから、K-POPアーティストに憧れを持つようになった。
オンラインオーディションを通じて、SMエンタに練習生として入社した。

### NCTデビュー（2023年 - ）

#### 2023年
7月26日より、プレデビューリアリティ番組『NCT Universe: LASTART』にSM練習生として出演した。
9月7日、NCT NEW TEAMのメンバーとしてデビューが決定した。
10月8日、所属ユニットNCT NEW TEAMがプレデビューシングル「Hands Up」を発売した。

#### 2024年
2月21日、東京ドームで開催された「SMTOWN LIVE 2024 SMCU PALACE @TOKYO」でデビュー曲「WISH」を披露し、NCT WISHとして正式デビュー。

## 人物

### 性格・ニックネーム
好奇心旺盛な性格。名前の「咲哉」には「みんなに笑顔の花を咲かせられるように」という願いが込められているという。自身を表す単語は「未知のつぼみ」。座右の銘は「ありがとうございます」。血液型はAB型。妹がいる。
ニックネームは「さく」、「アピーチ」、「サクちゃん」。
MBTI性格診断はENFP型。

### 趣味・嗜好
趣味はパン屋さんめぐり、プレゼントを贈ること、サッカー、ショッピング、ゲーム、写真（チェキ）を撮ること。特技はペペロの早食い、チェギチャギ、弓道、ウィンク。茶道を習っていたことがある。
好きな食べ物はパン、チーズケーキ、チーズボール、さくさくぱんだ。一番好きなパンはクロワッサン。パンが好きであることから、サクヤを表す絵文字には「パン（クロワッサン）」の絵文字が使われている。誕生日にはパン（食パン）をモチーフにしたケーキをプレゼントされている。
苦手なものはチョコミント味、タコ、辛いもの、ローラーコースター、注射。大切にしているものは、実家にあるパンダの人形の「パンパン」。
手を振る際に、「きらきら星」の振り付けのように手をひらひらさせる動作をする。
好きなアニメは『ONE PIECE』と『ドラゴンボール』
ロールモデルはデスティニー・ロジャース、テヨン（NCT）。

## 出演

### テレビ番組
- 日本テレビ『NCT Universe: LASTART』（2023年）
- 日本テレビ『ヒルナンデス!』（2024年6月26日）[29]

### スペシャルステージ
- 東方神起・SUPER JUNIOR「Show Me Your Love」-「SMTOWN LIVE 2025」（2025年1月、東方神起・SUPER JUNIOR・スホ・チャンヨル・ジャニー・ジョンウ・チョンロ・テン・ウンソク・リョウらと）[30]